# Neujahrskonzert der Wiener Philharmoniker 1952

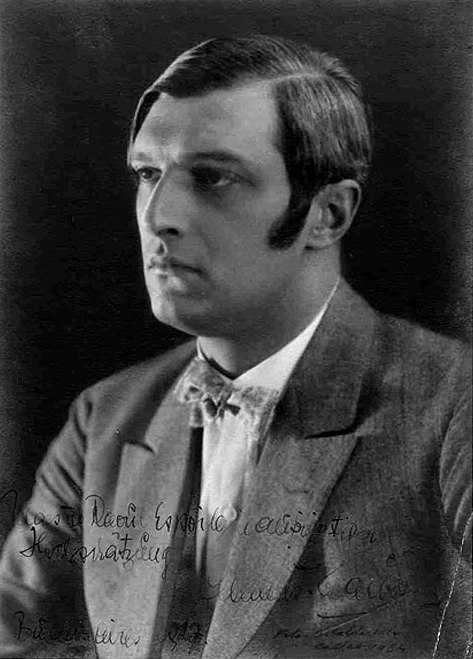
Clemens Krauss (1915)

Das Neujahrskonzert der Wiener Philharmoniker 1952 war das 12. Neujahrskonzert der Wiener Philharmoniker und fand am 1. Jänner 1952 im Goldenen Saal des Wiener Musikvereins statt. Dirigiert wurde es zum zehnten Mal von Clemens Krauss, der diese Institution 1941 gemeinsam mit den Wiener Philharmonikern ins Leben gerufen hatte.

## Zusammenfassung
Streng genommen war es das 13. Konzert zum Jahreswechsel, denn zur Jahreswende 1939/40 gab es bereits ein Außerordentliches Konzert der Wiener Philharmoniker, welches allerdings am Silvesterabend 1939 stattfand. Seit 1941 wurde es mit Ausnahme der Jahre 1946 und 1947, als er wegen seiner Nähe zum NS-Regime unter Dirigierverbot stand, von Clemens Krauss geleitet, mithin war es dessen 10. Dirigat.
Ebenfalls streng genommen war es das siebte Neujahrskonzert der Wiener Philharmoniker, denn erst Josef Krips führte 1946 diesen Titel ein, der fortan beibehalten wurde.

## Programm
1. Josef Strauss: Deutsche Grüsse, Walzer, op. 191*
2. Josef Strauss: Buchstaben, Polka française, op. 252*
3. Josef Strauss: Brennende Liebe, Polka mazur, op. 129*
4. Josef Strauss: Ohne Sorgen, Polka schnell, op. 271
5. Johann Strauss (Sohn): Nordseebilder, Walzer, op. 390*
6. Johann Strauss (Sohn): Fata morgana, Polka mazur, op. 330*
7. Johann Strauss (Sohn): Auf der Jagd, Polka schnell, op. 373
8. Johann Strauss (Sohn): Seid umschlungen, Millionen, Walzer, op. 443
9. Johann Strauss (Sohn): Im Krapfenwaldl, Polka française, op. 336
10. Johann Strauss (Sohn): Unter Donner und Blitz, Polka schnell, op. 324
11. Johann Strauss (Sohn): Rosen aus dem Süden, Walzer, op. 388
12. Johann Strauss (Sohn) und Josef Strauss: Pizzicato-Polka

### Zugaben
1. Johann Strauss (Sohn): Perpetuum mobile, Musikalischer Scherz, op. 257
2. Johann Strauss (Sohn): An der schönen blauen Donau (Walzer), op. 314
3. Johann Strauss (Vater): Radetzky-Marsch, op. 228

Werkliste und Reihenfolge sind der Website der Wiener Philharmoniker entnommen.
Die mit * gekennzeichneten Werke standen erstmals in einem Programm eines Neujahrskonzertes.

## Besetzung (Auswahl)
- Clemens Krauss, Dirigent
- Wiener Philharmoniker